# 哈尼亚城墙
哈尼亚城墙（英语：Fortifications of Chania）是围绕希腊克里特岛哈尼亚城的城墙。内城墙始建于古希腊时期，由拜占庭帝国重建。外城墙由威尼斯共和国建于16世纪。但部分城墙已在20世纪拆除，但仍保存了部分拜占庭城墙和威尼斯城墙。

## 历史
在公元前3世纪的希腊化时代，该城已存在城墙。公元6-7世纪，拜占庭帝国加固了城墙。828年，萨拉森人摧毁了城市。拜占庭收复该城后，于10世纪在山上新建了堡垒，以阻止阿拉伯人再次入侵。

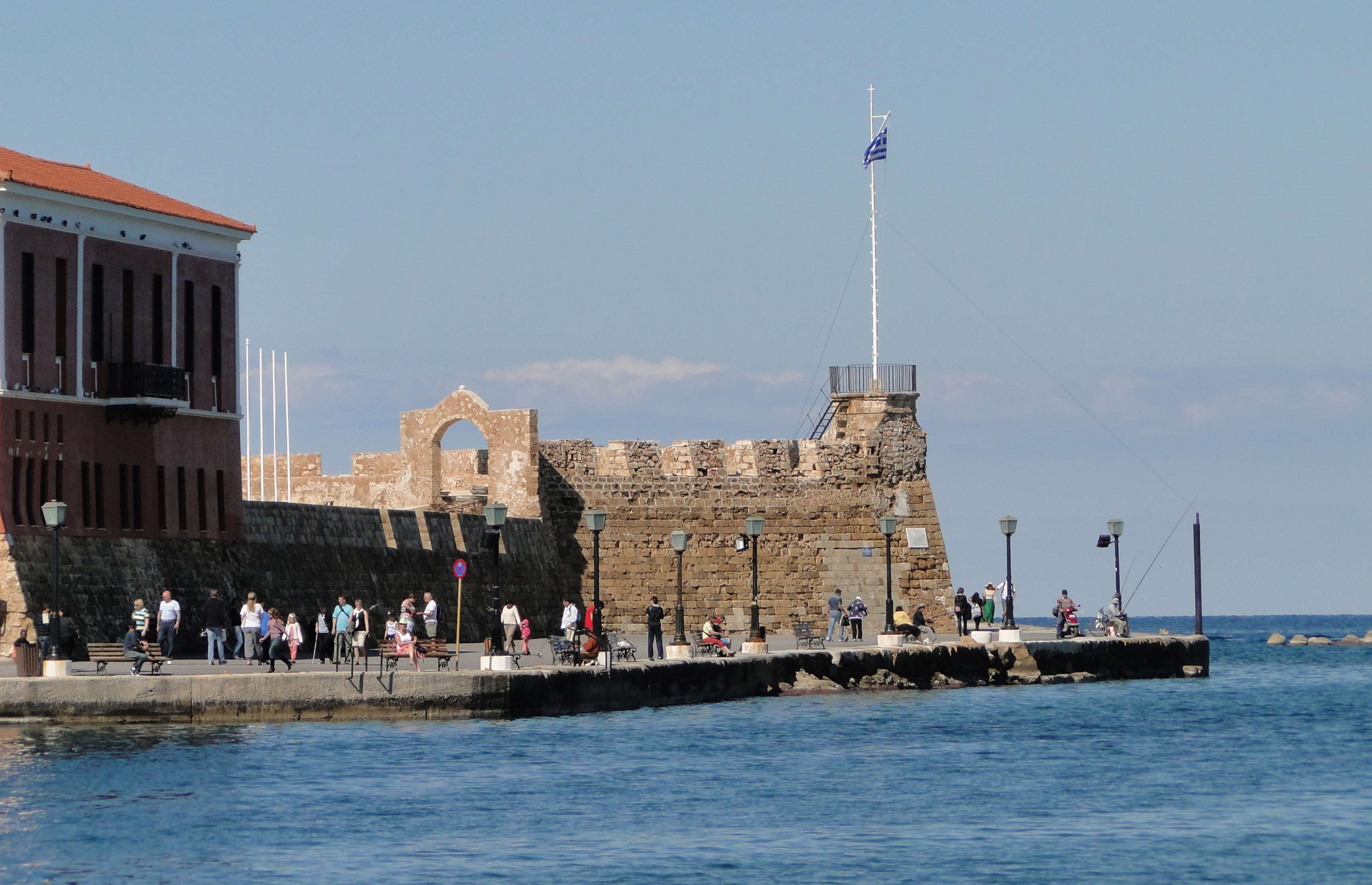
Firkas Fortress

13世纪，威尼斯共和国占领了克里特岛。他们最初住在山上的拜占庭城墙内，但随着人口的增加，许多居民住到了城墙外。1336年开始扩建并加高城墙，历时20年得以完成。到16世纪初，奥斯曼帝国成为威尼斯人的主要威胁，于是威尼斯人扩建了哈尼亚、伊拉克利翁和雷西姆农三地的城墙。新城墙修建于1536年，由Michele Sanmicheli设计，完成于1568年。
1645年6月23日，克里特战争爆发，奥斯曼军队围困哈尼亚56天后，在8月22日突破西南城墙，占领哈尼亚。 奥斯曼帝国统治哈尼亚直到1898年11月。20世纪初，南侧城墙被克里特国拆除。

## 布局

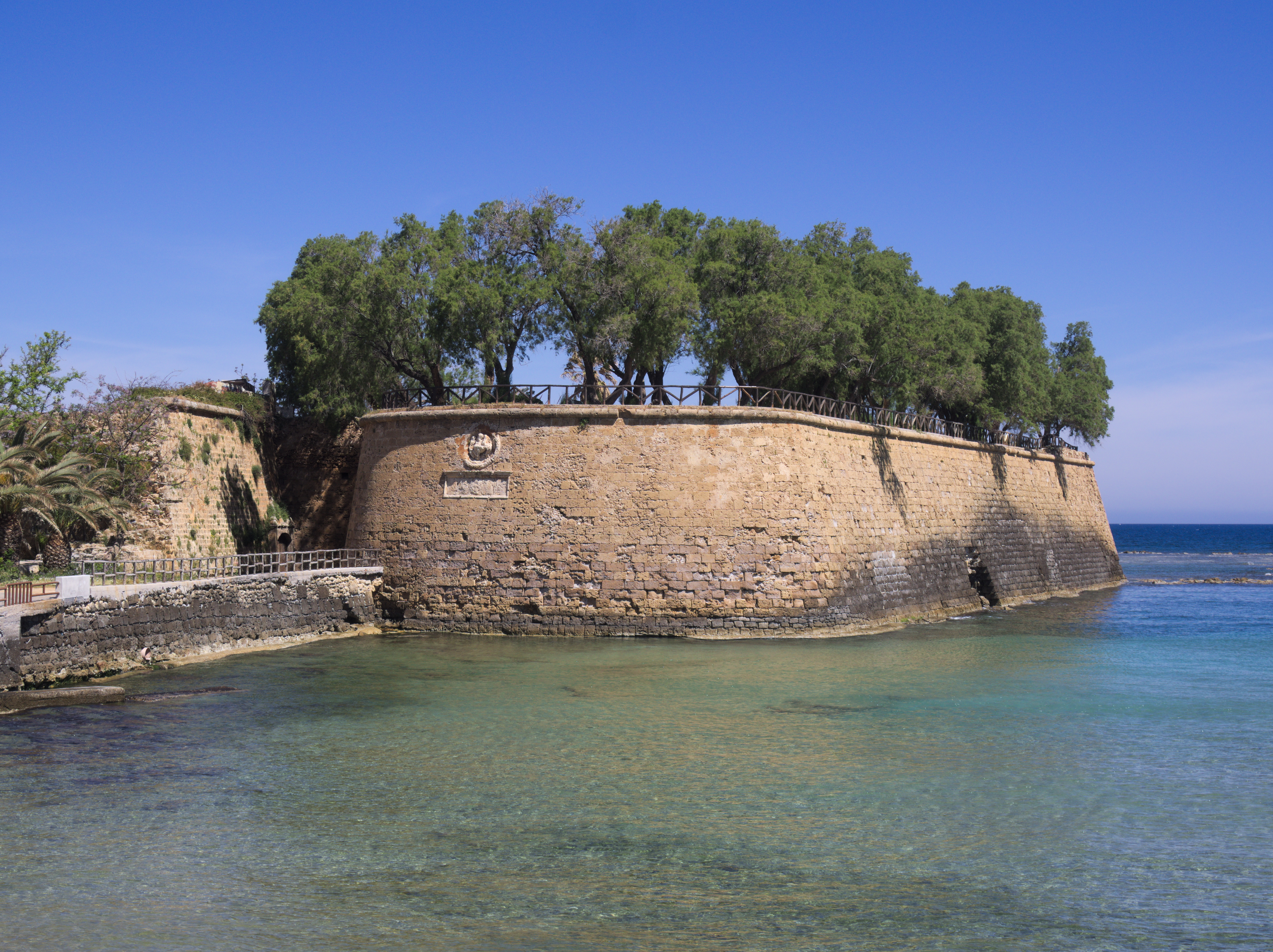
Mocenigo Bastion

哈尼亚城墙大致呈正方形，四角设有堡垒，在西、南、东三面开城门。城墙高20米，周围的护城河宽60米，深15米。